# Шульга, Александр Васильевич
Александр Васильевич Шульга (9 сентября 1949, с. Романцево, Можайский район, Московская область, РСФСР — 13 ноября 2011, Брянск, Россия) — депутат Государственной думы Российской Федерации 3 созыва (1999—2003) от КПРФ.

## Биография
В 1986 г. окончил Всесоюзный заочный политехнический институт по специальности «автоматика и телемеханика».
- 1973—1994 — слесарь, инженер, начальник лаборатории, заместитель главного инженера завода «Брянсксельмаш»; избирался депутатом Брянской областной Думы первого и второго созывов,
- 1995—1996 — заместитель председателя Брянской областной Думы,
- 1996—1999 гг. — первый заместитель председателя Брянской областной Думы,
- 1999—2003 гг. — депутат Государственной Думы РФ третьего созыва, член фракции КПРФ, первый секретарь Брянского обкома КПРФ, член ЦК КПРФ, руководитель Брянского областного отделения общероссийского общественного движения «Народно-патриотический союз России», член Координационного совета НПСР, председатель координационного комитета общественного Движения "Патриотическая Брянщина,
- 2004 г. во время попытки смещения на Х съезде КПРФ Геннадия Зюганова поддержал его соперника Геннадия Семигина, был снят Брянским обкомом КПРФ с поста первого секретаря, а затем — исключён из партии.

C 2005 г. — председатель Брянского регионального отделения партии «Патриоты России».